# Another Century's Episode 3: The Final
Another Century's Episode 3: The Final (アナザーセンチュリーズエピソード 3 THE FINAL, Anazā Senchurīzu Episōdo Surī The Final), abreviado como «A.C.E.3», es un videojuego de mechas producido por Banpresto y desarrollado por FromSoftware. Fue lanzado para la PlayStation 2 el 6 de septiembre de 2007.
A pesar de que se subtitule «The Final», no es la última entrega en la serie de A.C.E., que continuó con el lanzamiento de Another Century's Episode: R en la PlayStation 3 en agosto de 2010.

## Trama
A.C.E. 3 está ambientado tres años después de los eventos de A.C.E. 2, durante la batalla final entre UCE y el Zentradi en A.C.E. 2 (los antagonistas de Macross), conocida como La Primera Guerra Defensiva. También menciona que las fuerzas de UCE se han reformado en las fuerzas de la Federación Terrestre. La trama general del juego trata sobre la repentina aparición de una segunda Tierra devastada por la guerra, de la cual emergen nuevos enemigos más letales. Al mismo tiempo, los enemigos que sobrevivieron a la Primera Guerra comienzan a reaparecer en la Tierra original, complicando aún más la situación.
Los eventos de A.C.E. 3 se centran principalmente es un dispositivo llamado «Baldora Drive», que fue planeado originalmente como un dispositivo de teletransportación para el viaje espacial a la Tierra A y la invasión a las colonias en la Tierra B. Ambos bandos abandonaron el uso del Baldora Drive 18 años atrás, pero recientemente volvieron a utilizarlo tras obtener los medios para repararlo. Con el uso de este aparato, se forma un agujero de gusano en el espacio entre las dos Tierras, que permite a los protagonistas viajar entre ellas. Sin embargo, debido a la expansión del agujero de gusano por el efecto de la Carga Baldora (que alimenta al dispositivo) obtenida de varias fuentes de energía, el agujero se vuelve lo suficientemente grande para poder provocar que ambas Tierras choquen por la atracción gravitacional, lo que destruirá a toda la humanidad en ambos planetas. Para poder detener esto, los héroes de ambos bandos deberán unirse y encontrar la manera de parar el dispositivo antes de que el agujero de gusano se expanda por completo.
Las naves primarias en A.C.E. 3 son la Gekko de Eureka Seven y la Nadesico B de The Prince of Darkness, esta última es reemplazada eventualmente por la Nadesico C según el argumento de la película. Torre, la nave principal de Getter Robo, también aparece a menudo en el juego. La nave principal de Londo Bell (al igual que el buque de lanzamiento en A.C.E.) la Ra Cailum y su capitán, Bright Noa, también aparecen en el juego, pero debido a la muerte de Hirotaka Suzuoki (el actor de voz de Bright) en 2006, gran parte de sus cinemáticas fueron cortadas, y sus líneas consisten en grabaciones reutilizadas de A.C.E.

## Desarrollo
El juego fue mostrado al público en la convención de C3×HOBBY Chara-Hobby de 2007 en Japón del 18 al 20 de agosto.

## Música
Hitomi Shimatani, quien interpretó los temas de apertura y cierre del primer juego de A.C.E., regresa para interpretar los temas de A.C.E. 3. El tema de apertura se llama «Shinku» («深紅», «Escarlata»), y el tema de cierre es «Ai no Uta» (愛の詩, «Poema de Amor»). El sencillo que contiene ambas canciones fue lanzado el 5 de septiembre de 2007, un día antes del lanzamiento del juego.

## Legado
La secuela, Another Century's Episode: R, fue lanzada en Japón el 19 de agosto de 2010.